# Wellermühle
Die Wellermühle war die erste Mühle nach der Quelle des Eifgenbach am Rattenberg. Sie lag nahe bei dem Wermelskirchener Ort Well südlich von Süppelbach und östlich von Eipringhausen  einem Stadtteil von Wermelskirchen in Nordrhein-Westfalen.
Im Jahre 1819 versteigerten die Erben Johan Heyder an die Gebrüder Johan und Wilhelm Günter. Diese besaßen 1830 die Katasterartikel 119 und 120 mit zusammen 35 Morgen Land und Häusern in Flur 7 auf der Parzelle 112 und 113. Ob auf einer dieser Parzelle schon eine Mühle stand, ist unbekannt. Der Mühlenteich ist aber noch heute als sumpfige Niederung zu erahnen.
1859 verkauften die Erben Günter an die Eheleute Johan Wilhelm Hackländer und Ehefrau Johanna vom Stein und liehen 800 Taler auf das Haus in Parzelle 112.
Im Verzeichnis von 1866 besaß Johan Günter noch den Kataster-Artikel 137 mit dem Haus in Flur 7 auf Parzelle 112.
Vor 1880 besaß Louis Teschenmacher aus Barmen ein großes Landgut und eine Mahlmühle in Well. Die Erben Teschemacher verkauften 1880 Häuser und die Mühle in Flur 7 Parzelle 90, 95, 102, 105, 112, 132 groß 47 Hektar 59 Are an Eduard Bever, zum Preis von 54.000 Mark. Das Gut stammt aus der Zwangsversteigerung Friedrich Wilhelm Hackländer und Ehefrau Johanna vom Stein und Peter Carl Siebel sowie durch Kauf von Friedrich Rau.
Koordinaten: 51° 7′ 34″ N, 7° 15′ 0″ O